# (200308) 2000 DN57
(200308) 2000 DN57 es un asteroide perteneciente al cinturón de asteroides descubierto el 29 de febrero de 2000 por el equipo del Lincoln Near-Earth Asteroid Research desde el Laboratorio Lincoln, Socorro, Nuevo México, Estados Unidos.

## Designación y nombre
Designado provisionalmente como 2000 DN57.

## Características orbitales
2000 DN57 está situado a una distancia media del Sol de 2,898 ua, pudiendo alejarse hasta 3,479 ua y acercarse hasta 2,318 ua. Su excentricidad es 0,200 y la inclinación orbital 2,997 grados. Emplea 1802,61 días en completar una órbita alrededor del Sol.

## Características físicas
La magnitud absoluta de 2000 DN57 es 16,3. 